# Орден Святого Петра Цетинського
Орден Святого Петра Цетинського (чорн. Орден Светог Петра Цетињског) — княжий, згодом королівський орден Чорногорії, який на даний час є династичною нагородою чорногорського королівського дому.
Орден був заснований князем (згодом королем) Ніколою I в 1869 році (за іншими даними він заснований значно раніше митрополитом Чорногорії Петром II Петровичем-Негошем) і був названий в честь покровителя Чорногорії митрополита Петра I Петровича-Негоша, канонізованого православною церквою під ім'ям Петро Цетинський.
Емблемою ордену є червоний емальований мальтійський хрест, із білою та синьою облямівкою. У центрі медальйону на аверсі постать Діви Марії, оточена написом: «ДАНІИЛЪ ЦРНОГОРСКІЙ» (укр. Данило Чорногорський), а на реверсі медальйону напис дати: «1852-3» — роки, коли європейські держави визнали незалежність Чорногорії, оточений написом «ЗА НЕЗАВИСИМОСТЪ ЦРНЕ ГОРЕ» (укр. За незалежність Чорногорії). Золоті леви розміщені між сторонами хреста, а на верхній частині хреста — ще один золотий лев, над яким — срібний двоголовий орел, що тримає в кігтях скіпетр і державу. Орел увінчаний золотою князівською митрою (після 1910 року Королівською короною). Орден також носили у вигляді триколірної червоно-синьо-білої стрічки, зав'язаній на австрійську манеру в формі трикутника.
Орден мав одну ступінь й призначався для нагородження членів правлячої династії (всім принцам та принцесам сім'ї Петрович-Негош). Орден міг вручатися іноземним монархам і, в особливих випадках, іншим іноземним громадянам.
У даний час Великим магістром ордену є претендент на трон Чорногорії, Нікола Петрович-Негош (нар. 1944 року, правнук короля Ніколи I). Окрім того, нагороджені ще 10 осіб.